# 労働審判委員会
労働審判委員会（ろうどうしんぱんいいんかい）は、労働審判法（平成16年5月12日法律第45号）に基づく労働審判手続を行う機関である。裁判官である労働審判官1人と非常勤の労働関係に関する専門的な知識経験を有する者である労働審判員2人で組織される。